# Osirak
Koordinaten: 33° 12′ 30″ N, 44° 31′ 30″ O
Osirak ist die im Westen verbreitete Bezeichnung für die irakischen Kernreaktoren Tammuz 1 und Tammuz 2. Es ist ein Kunstwort aus den Begriffen Osiris und Irak. Im Irak wurde er unter Bezugnahme auf den arabischen Monat, an dem sich die Baath-Partei im Juli 1968 an die Macht geputscht hatte, als Tammus 17 bezeichnet, diese Bezeichnung ist auch in Israel üblich. Die Reaktoren wurden seit 1976 mit französischer Hilfe gebaut und die Anlagen wurden zwischen 1980 und 1991 mehrfach militärisch angegriffen und zerstört.

## Bau und Verwendungszweck
Der 40-MW-Leichtwasserreaktor wurde nach französischem Design im nuklearen Forschungszentrum Al Tuwaitha am Tigris (etwa 18 km außerhalb von Bagdad) gebaut.
Die französisch-irakische Zusammenarbeit an dem Projekt begann im Jahr 1975, mit der Unterzeichnung des französisch-irakischen Atomabkommens. Der damalige französische Premierminister Jacques Chirac unterstützte französische Firmen nicht nur bei der Errichtung des Reaktors, sondern ermöglichte 1978 auch den Verkauf von 12,5 kg Uran-235 als Brennstoff an die irakische Regierung.
Frankreich baute ab 1976 den Reaktor Tammuz-1 (Osirak), einen auf 40 MWth ausgelegten Leichtwasserreaktor; ein kleinerer zweiter Versuchsreaktor, Tammuz-2 (Isis) mit 600 kWth, sollte ebenfalls errichtet werden. Beide Reaktorkerne wurden am 6. April 1979, drei Tage vor der Verschiffung von Frankreich nach Irak in La Seyne-sur-Mer in den Hallen der CNIM durch Sabotage beschädigt. Die entstandenen Haarrisse sollte der Irak akzeptieren oder 2 Jahre auf neue Behälter warten. Als Urheber der Sabotage wird der israelische Geheimdienst Mossad vermutet.
Es wird vermutet, dass der Reaktor ein Teil des irakischen Programmes war, eine Atombombe zu entwickeln. Außerdem besaß der Irak Anlagen zur Anreicherung von waffenfähigem Uran und hatte auch früher versucht, Nukleartechnologie aus dem Ausland zu kaufen, die unter anderem der Anreicherung diente. Gegen den Verdacht sprachen aber auch einige Fakten, unter anderem wurde der Reaktor von der Internationalen Atomenergie-Organisation (IAEA) kontrolliert und das Uran sollte nach Gebrauch wieder an Frankreich zurückgegeben werden.

## Angriffe und Zerstörung

### Iranischer Luftangriff
Am 30. September 1980 griffen iranische Kampfflugzeuge bei der Operation Scorch Sword den Reaktor an, konnten diesen aber nicht hinreichend beschädigen.

### Israelischer Luftangriff

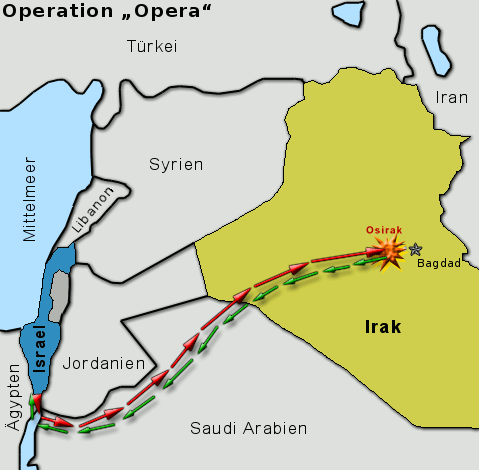
Anflug-Route der israelischen Jagdbomber

Etwa acht Monate nach dem Scheitern des iranischen Angriffs (s. o.) starteten am 7. Juni 1981 um 15.55 Uhr acht F-16-Jagdbomber und als Jagdschutz fünf F-15 der israelischen Luftwaffe vom Stützpunkt Etzion auf dem Sinai, flogen rund 1.100 km über jordanisches und saudi-arabisches Grenzgebiet und zerstörten gegen 17.30 Uhr den Reaktor. Die Piloten flogen ihre Maschinen auf dem Weg zum Ziel so dicht beieinander, dass sie auf dem Radar wie ein Großraumflugzeug wirkten; die Piloten täuschten den Bordfunkverkehr einer Passagiermaschine vor, indem sie Arabisch sprachen.
Bei dem Angriff warfen die Jagdbomber 16 Bomben mit jeweils 1000 Kilogramm Gewicht ab, mit denen zunächst eine Öffnung in die Reaktorhülle gesprengt wurde. Durch diese Öffnung erzielten die nachfolgenden Flugzeuge Treffer im Reaktorinnern. Bei den Piloten, die den Abschluss der Angriffsformation bildeten, befand sich der spätere Raumfahrer Ilan Ramon. Er berichtete später von starker Rauchentwicklung aus dem Reaktorinnern sowie einer gewaltigen Explosion, die jedoch nicht zum Einsturz des Gebäudes führte. Bei diesem Angriff kam auch ein französischer Techniker ums Leben. In seinem Buch Der Mossad berichtet Victor Ostrovsky, dass dieser Techniker insgeheim für den israelischen Geheimdienst arbeitete und einen Zielsender dort deponiert hatte. Warum er dann die Anlage aber nicht verließ, konnte nicht geklärt werden.

### Amerikanische Luftangriffe
Während des zweiten Golfkriegs wurde die Anlage in der Operation Package Q Strike mehrfach bombardiert, um die Fortführung eines irakischen Atomprogrammes zu unterbinden: am 19. Januar 1991 wurde die Anlage von 56 F-16 in mehreren Wellen und am 20. Januar von F-117-Kampfflugzeugen bombardiert; bei sieben weiteren Angriffen wurden insgesamt 48 F-117 verwendet und später noch einmal 17 F-111.